# Thotiana
«Thotiana» — песня американского рэпера Blueface. Музыкальное видео на песню было выпущено 5 июля 2018 года. Однако только после релиза второго микстейпа исполнителя Famous Cryp, песня была выпущена как сингл 29 января 2019 года. Песня была написана самим Blueface при участии Scum Beatz, который стал также продюсером.
В январе 2019 года был выпущен ремикс на песню при участии рэпера YG вместе с музыкальным видео, снятым Коулом Беннеттом. Месяцем позже был выпущен ремикс при участии Карди Би. 16 февраля было выпущено новое музыкальное видео с участием рэперши. 18 февраля был выпущен новый ремикс на песню, куда были включены куплеты YG и Карди Би. Blueface выпустил ремиксы «Thotiana» при участии Ники Минаж, Desiigner, Tyga, Soulja Boy и Young M.A.

## Чарты
| Чарт (2019)                                | Пиковая позиция |
| ------------------------------------------ | --------------- |
| Бельгия/Фландрия (Ultratip Bubbling Under) | 6               |
| Канада (Canadian Hot 100)                  | 12              |
| Франция (SNEP)                             | 167             |
| Исландия (Tonlist)                         | 35              |
| Ирландия (IRMA)                            | 19              |
| Италия (FIMI)                              | 80              |
| Нидерланды (Single Top 100)                | 59              |
| Новая Зеландия (Recorded Music NZ)         | 9               |
| Словакия (Singles Digitál Top 100)         | 34              |
| Швеция (Sverigetopplistan)                 | 59              |
| Швейцария (Schweizer Hitparade)            | 56              |
| Великобритания (OCC UK Singles)            | 15              |
| США (Billboard Hot 100)                    | 8               |
| США (Billboard Hot R&B/Hip-Hop Songs)      | 4               |
| США (Billboard Rhythmic)                   | 9               |

## Сертификации и продажи
| Регион | Сертификация | Продажи   |
| --- | ------------ | --------- |
| Новая Зеландия (RMNZ) | Золотой      | 15 000    |
| США (RIAA) | Платиновый   | 1 000 000 |
| * Данные о продажах приведены только на основе сертификации. ^ Данные о тиражах приведены только на основе сертификации. |              |           |